# Янбатировка
Янбати́ровка (рос. Янбатыровка, башк. Янбатыр) — присілок у складі Караідельського району Башкортостану, Росія. Входить до складу Підлубовської сільської ради.
Населення — 29 осіб (2010; 33 у 2002).
Національний склад:
- марійці — 88 %